# Международная демократическая федерация женщин
Международная демократическая федерация женщин, МДФЖ (фр. Fédération démocratique internationale des femmes, FDIF) — международная женская организация прокоммунистической направленности, появившаяся в 1945 году. В 1949 году в Париже федерация учредила Международный день защиты детей. На эмблеме федерации изображён голубь мира.
В сентябре 2016 года на XVI конгрессе МДФЖ в Колумбии президентом федерации была избрана Лорена Пенья (Сальвадор).

## История
Основана 1 декабря 1945 года на Международном женском конгрессе в Париже. Ядвига Пипер-Муни отмечала, что для участниц конгресса, особенно из стран третьего мира, это был впечатляющий опыт солидарности на фоне господствовавшей в то время, и особенно у них на родине, половой и этнической сегрегации.
Уставом организации были предусмотрены совместная борьба за гражданские и трудовые права, охрану и благополучие детей, за мир, демократию и независимость народов. Для этого Федерация намеревалась сотрудничать с различными профсоюзными, общественными, молодежными и другими организациями и движениями, выступающими за мир, национальную независимость и демократические свободы. Председателем МДФЖ была избрана Эжени Коттон, её заместителями — Долорес Ибаррури и председатель Комитета советских женщин Нина Васильевна Попова.
В ноябре 1949 года в Париже решением конгресса федерации был учреждён Международный день защиты детей, который начал ежегодно отмечаться 1 июня начиная с 1950 года. 
Федерация издавала ежемесячный журнал «Женщины мира» на 5 языках.
В первые годы работы федерации в её повестке были преимущественно политические, а не гендерные вопросы. Правительства стран использовали женские организации, чтобы продвигать свои интересы. Так, в документах отмечалось, что «делегатка Болгарии Аврамова намеревалась поставить вопрос о несправедливости мирного договора. С аналогичным намерением приехала делегация Италии. Представительницы Венгрии раздавали участникам Совета меморандум, говоривший о тяжелом положении венгерского меньшинства в Чехословакии и просивший Совет заняться этой проблемой».
С разворачиванием холодной войны федерацию начали обвинять в просоветской позиции, в связи с чем в 1954 году она лишилась консультативного статуса при ООН.
Жесткий кризис в федерации вызвали события в Венгрии 1956 года, когда на сторону Советского Союза в федерации встали представители социалистических стран, а также Бельгии, Люксембурга, Австрии и Франции, — тогда как национальные организации Италии, Англии, Канады, Испании, Норвегии выступили резко против, вплоть до требования роспуска МДФЖ.
В некоторых странах активисты женского движения и МДФЖ подвергались политическому преследованию. Так, жительницу Камеруна арестовали за хранение материалов федерации и номеров журнала «Советская женщина». В 1960 году делегация Конго, уже имевшая оплаченные советской стороной билеты, не смогла вылететь на конгресс по приглашению СССР из-за запрета своего правительства.
В 1960-е годы федерация стала площадкой для международного обмена идеями, «превратилась в одну из прорех в железном занавесе, связав активисток независимо от идеологических, политических, культурных, экономических и даже технологических барьеров» (Мелани Илич).
Тема женского равноправия, заявленного как достигнутое при социализме, была важнейшим элементом внешней политики СССР и других социалистических стран в послевоенный период. «Мы смогли убедиться в том, что равноправие женщин и мужчин осуществляется в Советском Союзе действительно на деле, что это право не просто записано на бумаге, что оно стало для граждан обычным делом», — заявляла представительница национального женского движения Швейцарии после поездки в СССР.
В 1974 в МДФЖ входили 112 национальных женских организаций 97 стран мира. Советских женщин в МДФЖ представлял Комитет советских женщин. В 2016 году сообщалось, что организации МДФЖ ведут работу в 86 странах мира, включая Россию, где федерацию представляет Союз женщин России.

## Конгрессы МДФЖ
Высшим органом федерации является Конгресс, проводимый раз в четыре года. В промежуточный период организацией руководит Совет, включающий представителей всех национальных организаций МДФЖ. Между сессиями Совета работу организует Бюро, созываемое не реже двух раз в год, а постоянную работу ведёт Секретариат со штаб-квартирой в Берлине (с 1951 года, а до этого — в Париже).
МДФЖ провела 14 конгрессов, которые созывались как конгрессы МДФЖ или как всемирные конгрессы женщин (совместно с другими международными женскими организациями и национальными организациями, не входящими в МДФЖ):
- Международный женский конгресс в Париже (1945)[2],
- Международный женский конгресс в Будапеште (1948)[7],
- Всемирный конгресс женщин за равноправие, счастье и мир в Копенгагене (1953). Принял Декларацию прав женщин[5][7],
- 4-й конгресс МДФЖ в Вене (1958)[7],
- Всемирный конгресс женщин в Москве (24-29 июня 1963)[7],
- Вторая международная профсоюзная конференция по проблемам трудящихся женщин (Бухарест, 1964)[5],
- Всемирный конгресс женщин и 6-й конгресс МДФЖ в Хельсинки (1969)[7],
- 7-й конгресс МДФЖ, Берлин, 1975,
- 8-й конгресс МДФЖ, Прага, 1981,
- 9-й конгресс МДФЖ за мир, равенство, развитие. К 2000 году — без ядерного оружия! Москва, 1987,
- 10-й конгресс МДФЖ, Англия, 1991,
- 11-й конгресс МДФЖ 1994, Блан-Мениль, под Парижем,
- 12-й конгресс МДФЖ, Париж, 1998,
- 13-й конгресс МДФЖ, Бейрут, 2002,
- 14-й конгресс МДФЖ, Каракас, 2007,
- 15-й конгресс МДФЖ, Бразилиа, 2012,
- 16-й конгресс МДФЖ, Богота, 15-18 сентября 2016

## Председатель МДФЖ
- 1945—1967 — Эжени Коттон
- 1969—1974 — Хертта Куусинен
- 1974—1991 — Фрида Браун
- 1991—1994 — Фатима Ахмед Ибрахим
- 1994—2000 — Сильвия Ян
- 2000—2016 — Марсия Кампос
- 2016 — Лорен Пенья, спикер парламента Сальвадора, депутат от Фронта национального освобождения им. Фарабундо Марти[8]

## В филателии
Почтой СССР регулярно выпускались советские марки, приуроченные к конгрессам федерации и её юбилеям. В 1965 году, к 20-летию федерации, была выпущена марка номиналом 6 коп. по рисунку Бориса Лебедева. Первоначальный тираж был отпечатан с ошибкой (вместо текста «20 лет Международной демократической федерации женщин» стояло «20 лет Всемирной демократической федерации женщин»), отозван из продажи и уничтожен, после чего был выпущен новый тираж с правильным текстом. Марка с ошибкой является филателистической редкостью и оценивается в 250 тысяч рублей, тогда как исправленная — всего в 5 рублей. 

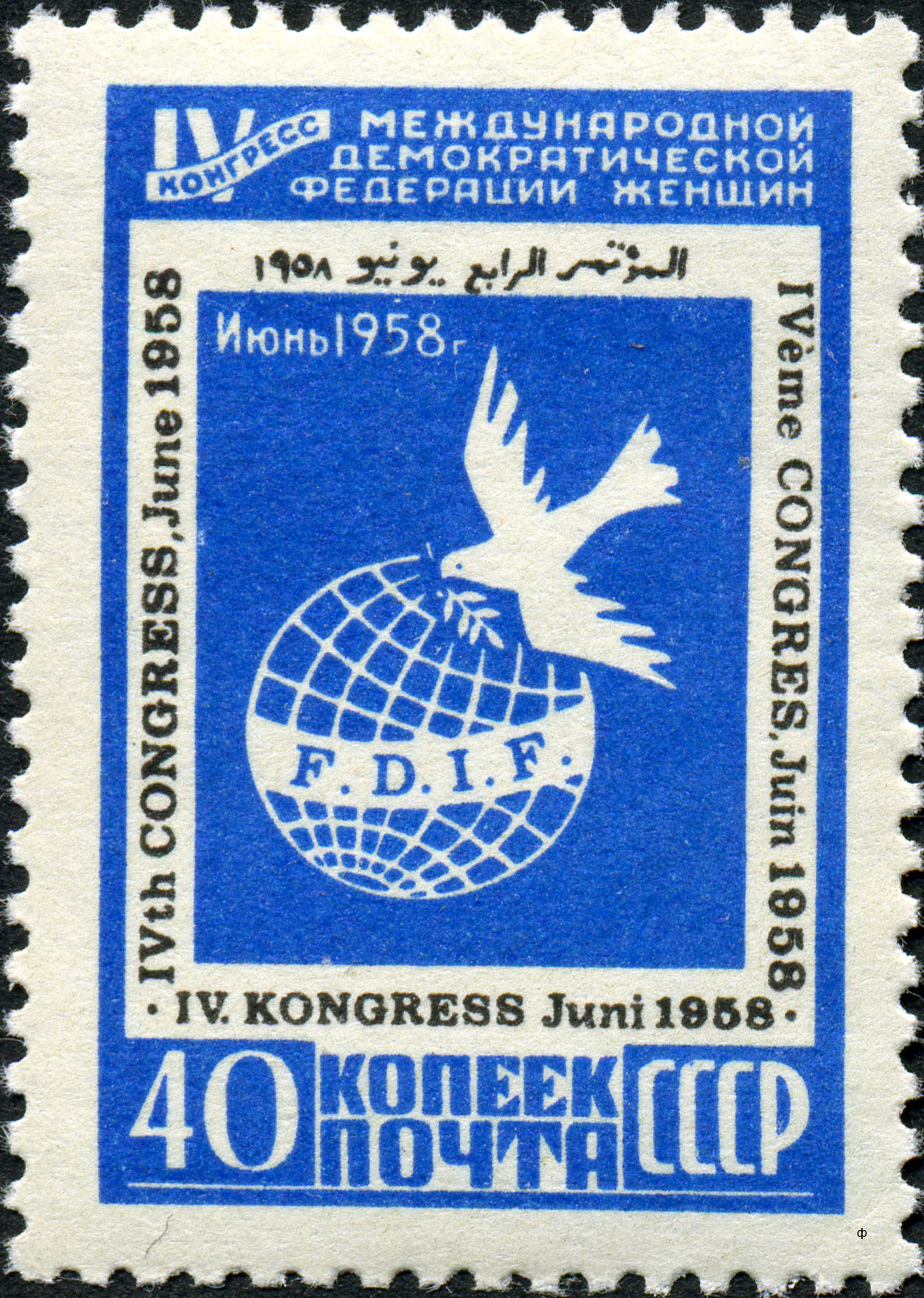
Марка СССР номиналом 40 коп, посвящённая IV конгрессу в Вене, 1958
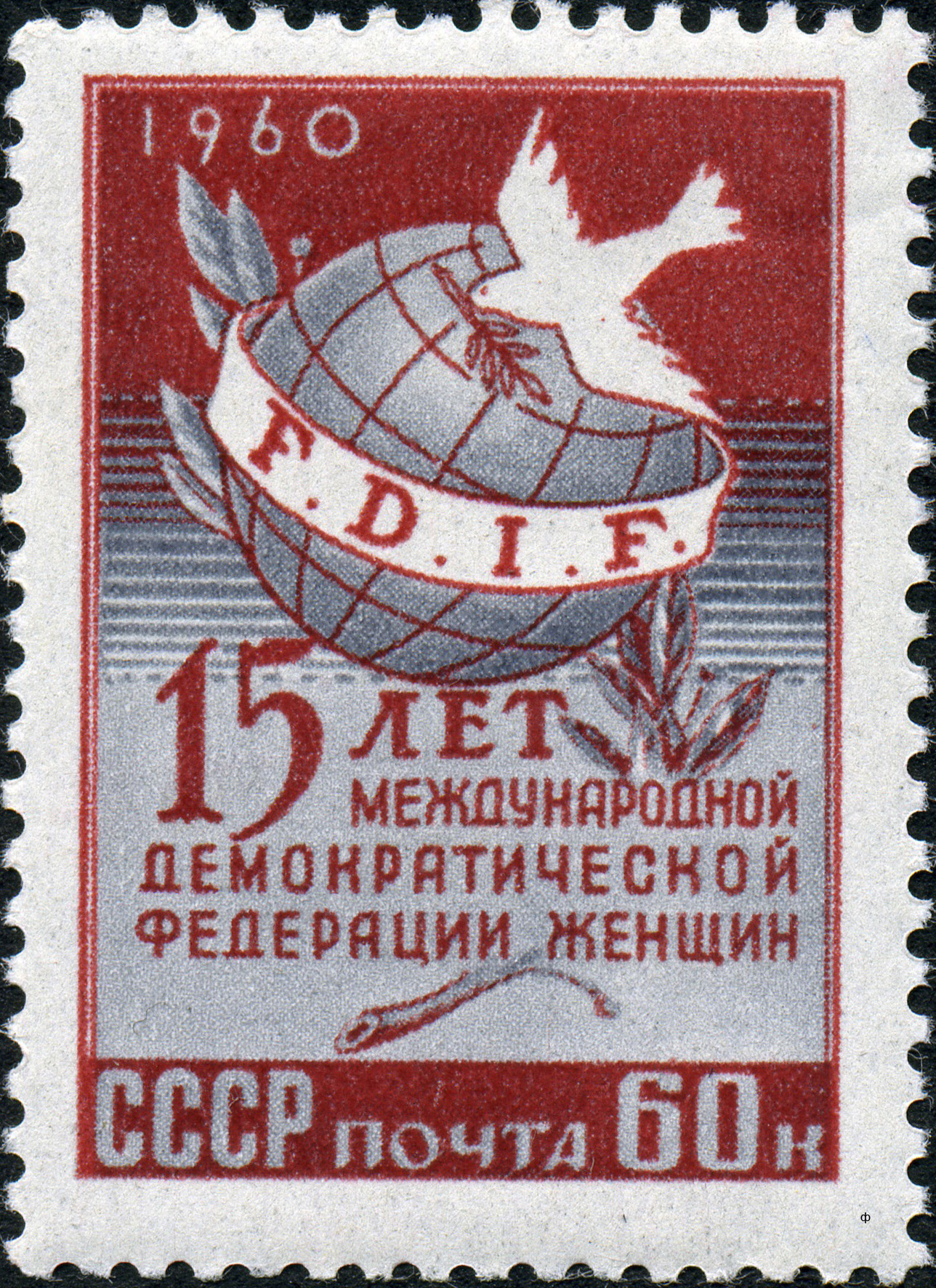
Марка СССР номиналом 60 коп, посвящённая 15-летию федерации, 1960
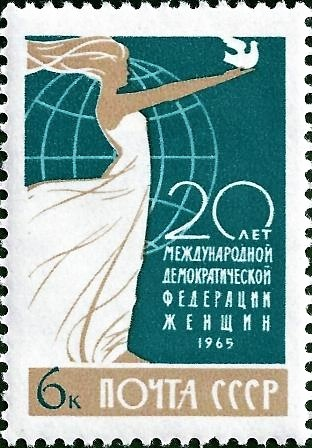
Марка СССР номиналом 6 коп, посвящённая 20-летию федерации, 1965 (ЦФА [АО «Марка»] № 3255)
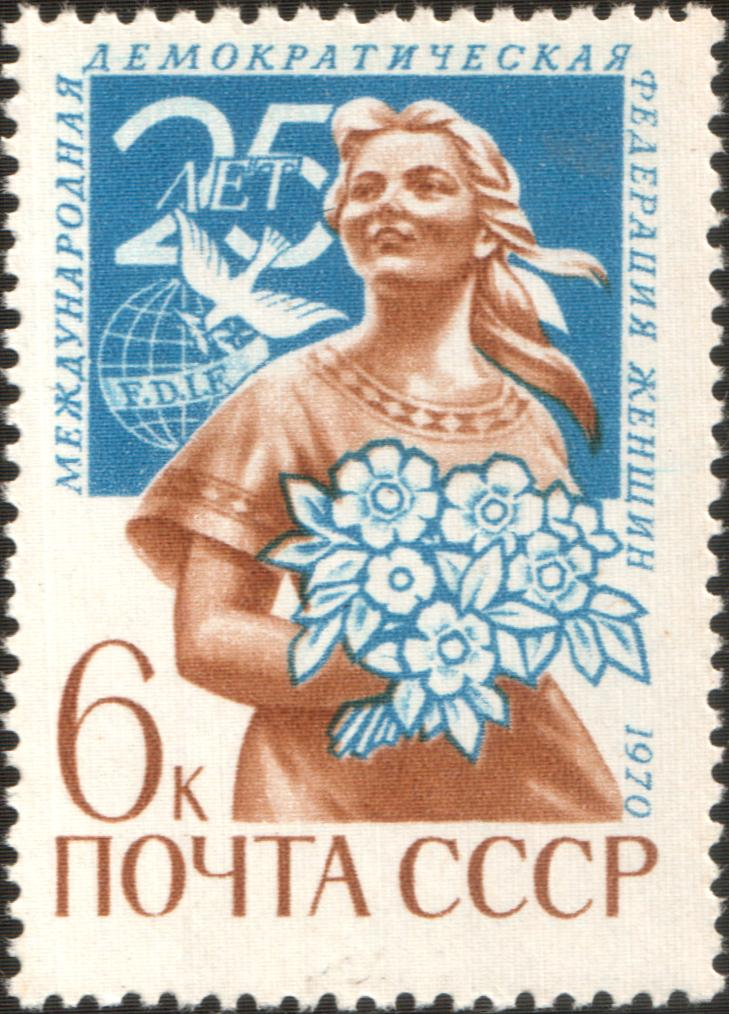
Марка СССР номиналом 6 коп, посвящённая 25-летию федерации, 1970 (ЦФА [АО «Марка»] № 3927)
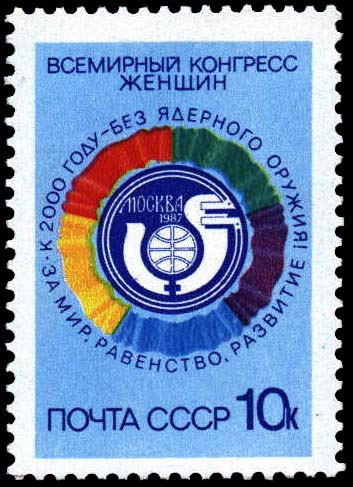
Почтовая марка СССР, посвящённая конгрессу в Москве, 1987 (ЦФА [АО «Марка»] № 5842)